# Colonne rostrale d'Auguste
La colonne rostrale d'Auguste (en latin : Columna Rostrata Augusti) est érigée sur le Forum Romain vers 36 av. J.-C. après le retour d'Octave à Rome. Elle commémore sa victoire sur Sextus Pompée.

## Histoire
Peu après l'assassinat de César et la proscription des triumvirs Octavien, Marc Antoine et Lépide, Sextus Pompée, proscrit et fils de Pompée le Grand, s'établit en Sicile où il s'entoure de nombreux partisans, notamment les autres proscrits qui sont parvenus à fuir Rome et l'Italie. S'étant constitué une flotte importante, Sextus Pompée se rend maître de la mer Méditerranée occidentale. Capable de bloquer l'approvisionnement en grain de Rome, il représente une menace sérieuse pour Octavien qui décide en 39 av. J.-C. de lancer une offensive pour reprendre le contrôle des îles de la Méditerranée occidentale.
Octavien réunit une flotte et des troupes terrestres et tente de débarquer en Sicile. Les généraux d'Octavien sont d'abord tenus en échec et subissent une lourde défaite au large de Cumes en 38 av. J.-C. Octavien n'a d'autres choix que de se tourner vers Marc Antoine qui accepte, en 37 av. J.-C. de renforcer sa flotte avec 120 navires, espérant recevoir en échange un soutien pour sa campagne contre les Parthes. Octavien confie le commandement militaire à Marcus Vipsanius Agrippa.
Le début de la nouvelle offensive tourne en faveur de Sextus Pompée qui parvient à tenir Agrippa en échec et à empêcher les troupes d'Octavien de débarquer en Sicile. Finalement, le 3 septembre 36 av. J.-C., la flotte de Sextus Pompée est quasiment entièrement détruite par celle d'Agrippa lors de la bataille de Nauloque.

## Description
Il s'agit d'une colonne dorée dont le fût est orné de rostres pris sur les navires capturés de la flotte de Sextus Pompée vaincue au large de Nauloque en Sicile. La colonne est représentée sur des pièces de monnaie émises entre 35 et 28 av. J.-C. surmontée d'une statue d'Octave représenté simplement vêtu d'un manteau et tenant une lance. Il est possible que cette statue ait été dorée et qu'Octavien n'y figure pas nu contrairement aux représentations sur les pièces mais avec les vêtements qu'il porte lors de son retour à Rome en 36 av. J.-C. Selon Servius, la colonne elle-même a été construite à partir des éperons fondus de navires,.

## Autres colonnes rostrales
Après la conquête de l'Égypte, Auguste fait ériger quatre autres colonnes rostrales dorées (Columnae Rostratae Augusti et Agrippae) fabriquées à partir de rostres en bronze. Ces colonnes sont probablement érigées dans le portique du temple d'Apollon Palatin et sont par la suite transférées sur le Capitole par Domitien,.